# Bromfenwinfos
Bromfenwinfos – organiczny związek chemiczny z grupy estrów kwasu fosforowego. Stosowany np. w produkcji akarycydów.

## Zastosowanie
- substancja czynna w preparatach przeciw pchłom u psów i kotów.
- substancja czynna w preparatach przeciw warrozie u pszczoł (np. "Apifos"; od roku 2001 niedopuszczony do stosowania w Polsce), pozostawiająca jednak zanieczyszczenia w wosku, miodzie, propolisie i mleczku pszczelim.

## Środki ostrożności
Bromfenwinfos jest substancją szkodliwą dla zdrowia człowieka. Najwyższe dopuszczalne stężenie w miejscu pracy wynosi 0,01 mg/m³.